# Hydropsyche propinqua
Hydropsyche propinqua är en nattsländeart som beskrevs av Georg Ulmer 1907. Hydropsyche propinqua ingår i släktet Hydropsyche och familjen ryssjenattsländor. Inga underarter finns listade i Catalogue of Life.